# Johann Sosnowski
Johann Sosnowski (* 3. Juli 1914 in Bochum; † 11. September 1984 in Dortmund) war ein deutscher SS-Oberscharführer und Angehöriger des KZ-Kommandanturstabs Sachsenhausen.

## Leben
Johann Sosnowski war Sohn eines Schmieds. Von 1921 bis 1928 besuchte er in Bochum die Volksschule, anschließend ging er bei einem Maler in die Lehre. Im Jahre 1932 betätigte er sich zunächst sechs Monate im Landdienst und anschließend zu Stiepel an der Ruhr am Freiwilligen Arbeitsdienst. Am 5. März 1933 wurde er Mitglied der Sturmabteilung (SA). Von Oktober 1933 bis Anfang 1934 war er arbeitslos. Danach verrichtete er Aushilfsarbeiten, insbesondere als Eisenanstreicher. Ab Mai 1935 gehörte er der Wachtruppe „Ostfriesland“ des KZ Esterwegen an, wo er auch seine militärische und ideologische Grundausbildung erhielt. Anschließend wurde er im Wachkommando der NS-Ordensburg „Vogelsang“ eingesetzt. Vom 15. Oktober 1936 ab diente er zur Erfüllung seiner Wehrpflicht zwei Jahre bei dem Infanterieregiment Nr. 9 in Potsdam. Am 26. Oktober 1938 wurde er zur SS-Totenkopfstandarte „Ostmark“ in Berlin-Adlershof versetzt. Am 28. Oktober 1939 wurde er zum SS-Scharführer befördert und zunächst in Berlin-Adlershof, später bei der Wachkompanie in Oranienburg als Ausbilder verwendet.
Am 15. Juli 1939 wurde er zum KZ Sachsenhausen versetzt. Er beantragte am 12. Oktober 1939 seine Aufnahme in die NSDAP, die am 1. Januar 1940 erfolgte. Im KZ Sachsenhausen war er als Blockführer und Leiter des Hundezwingers tätig. Im Herbst 1941 wirkte Sosnowski am Massenmord an den sowjetischen Kriegsgefangenen mit. Er erkrankte an Flecktyphus und Lungenentzündung. Am 15. November 1941 wurde er in das SS-Lazarett zu Berlin-Lichterfelde eingeliefert. Am 15. Juli 1942 wurde er zu der im Aufbau befindlichen „Lehr- und Versuchsabteilung für das Diensthundewesen der Waffen-SS“ in Oranienburg versetzt. Dort richtete er als Zugführer und Leiter der Hundestaffel Diensthunde für den Kriegseinsatz ab. Auch leitete er weiterhin Häftlingskommandos, die nach Luftangriffen auf Berlin zum Bombenräumen eingesetzt wurden. Bei seiner Tätigkeit als Hundeausbilder trat er in nähere Beziehung zu Häftlingen des KZ Sachsenhausen, die in der Lehr- und Versuchsabteilung als Arbeitskraft verwendet wurden. Er verschaffte den Häftlingen Brot, Nahrungsmittel aus der Hundeküche, Zigaretten und Kleidungsstücke.
Etwa Ende 1943 oder Anfang 1944 wurde er zum Kriegseinsatz nach Jugoslawien versetzt. Nach zwei Wochen wurde er von dort in das KZ Sachsenhausen  zurückbeordert und aufgrund des Haftbefehls des Hauptamtes SS-Gericht im Zellenbau eingesperrt. Es wurde gegen ihn Anklage wegen militärischen Diebstahls und Ungehorsams erhoben, da inzwischen entdeckt worden war, was er für die Häftlinge getan hatte. Nach etwa zwei Monaten tagte ein Kriegsgericht, das Sosnowski zu einer Gefängnisstrafe von zwei Jahren verurteilte. Er wurde aus der SS ausgestoßen und zur Strafverbüßung nach Danzig verlegt. Dort verblieb er, bis das Straflager wegen des Vormarsches der sowjetischen Truppen im Januar 1945 geräumt wurde. Er kam in das Gefängnis Hersbruck.
Nach Kriegsende wurde Sosnowski von den amerikanischen Truppen gefangen genommen. Im Sommer 1945 wurde er an die französische Besatzungsmacht übergeben. Im Herbst 1946 wurde er schließlich in der Festung Germersheim festgehalten. Am 13. April 1948 stellte der französische Untersuchungsrichter die gegen den Angeklagten geführten Ermittlungen wegen Kriegsverbrechen ein und verfügte seine Freilassung. Er zog zu seiner Familie nach Bochum und arbeitete im Bergbau. Ab dem 1. Juli 1964 befand er sich in Untersuchungshaft. Am 28. Mai 1965 wurde er vom Landgericht Köln wegen Beihilfe zum Mord zu einer Haftstrafe von einem Jahr verurteilt.